# 旭友ストアー
株式会社旭友ストアー（きょくゆうストアー）は、かつて存在した旭川電気軌道傘下の企業である。
北海道旭川市に本部を置き、旭川市を中心に北海道内でスーパーマーケットチェーンを展開していた。
シンボルマークはペリカンをモチーフにしていた。

## 歴史・概要

### 創設と展開
「旭川電気軌道」の子会社で1968年（昭和43年）に旭川市にスーパーマーケットを開店したのが始まりである。
千歳店の出店を皮切りに旭川地区以外へも進出を図り、2000年（平成12年）4月には同年1月に破綻した丸藤さいとう（店舗名プラザさいとう）の閉鎖店舗8店舗を買収して道南に進出した。
1995年（平成7年）11月24日には八社会に加盟して同社のプライベートブランド「Vマーク」を導入し、1996年（平成8年）には自社のプライベートブランド「こだわり商品」を投入した。
地盤としていた旭川地区は北海道内でも特に価格競争が激しかったため、当社も1995年（平成7年）に前々年より販売価格が約10%ほど下げて対応した。こうした激しい競争に対応する経営基盤となる自己資本比率を高めることを目的として、1997年（平成9年）4月には親会社の旭川電気軌道と合併した。
2000年（平成12年）度には22店舗で約175億円の売上を上げ、21店舗で約218億円の「ふじ」（現・道北アークス）と並んで旭川地区では大手の食品スーパーとなっていた。
2001年（平成13年）3月から地元食品卸と提携して魚卵・塩干魚など水産品の加工を委ねる形で魚部門の加工センターを立ち上げ、肉部門でも同様に加工センターを設置することで店舗での作業を軽減して価格競争力の強化を図った。
2002年（平成14年）5月24日に千歳店を改装するなど同年からは既存店の強化を中心に据え、2006年（平成18年）2月23日にはれたす四条店を100円均一店に業態転換するなど既存店のテコ入れを図った。

### 経営再建、営業終了
しかし、2008年（平成20年）3月期には18店舗で売上高約115億円となって赤字転落した。そこで同年8月1日に旭川電気軌道本体の直営で行ってきたスーパーマーケット事業を再び分社化して（2代目）旭友ストアーを設立し、再建を目指した。
その後店舗網の再編を進めて14店舗に縮小したものの、2010年（平成22年）3月期も約1.2億円の経常赤字に陥ることが見込まれたことから、当社を清算してスーパーマーケット事業から撤退することになった。
従業員約700人のうち約500人の勤務していた主要8店舗についてはコープさっぽろが経営を引き継ぐことになり、その旨が2010年（平成22年）1月16日に会見で発表された。その際には、店舗の土地・建物は売却されず、「旭川電気軌道」から「コープさっぽろ」へ賃貸借契約を結んで貸与する形となった。
当社とその親会社「旭川電気軌道」は会長の豊島弘通のワンマン経営とされ、当社の事業終了と譲渡についての記者会見も豊島が「コープさっぽろ」の大見英明理事長と共に行っている。
この事業継承の際には各店舗は一旦閉店して改装を行った後に、「コープさっぽろ」の店舗として新装開店している。この「コープさっぽろ」に継承することになった8店舗はほとんどが黒字店とされていたが、萩野店は2011年（平成23年）10月20日に閉店となった。
また、旭川市内にある別の3店舗は現在の社員が独立する形で運営を継続する方針とされた。しかし、銀座店は元社員が設立したソノマ商事が2010年（平成22年）7月15日に「ベスパー銀座店」を開店したが、他の2店舗は実際には運営は再開されず、後に別企業が出店している。

## 沿革
- 1968年（昭和43年）12月 - 旭川電気軌道がスーパーマーケット事業を開始。第1号店を旭川市4条に置く。
- 1984年（昭和59年）10月 - スーパーマーケット事業を旭友ストアー（初代）として分離する。
- 1994年（平成6年）4月 - 旭川市以外としては初となる店舗、千歳店を開店する。
- 1995年（平成7年）11月24日 - 八社会に加盟し、Vマーク商品の販売を開始する[12]。
- 1996年（平成8年） - 自社のプライベートブランド「こだわり商品」を投入する[13]。
- 1997年（平成9年）4月 - 旭川電気軌道が旭友ストアー（初代）と合併する[16]。
- 2000年（平成12年）4月 - 同年1月に破綻した丸藤さいとう（店舗名プラザさいとう）[10]の閉鎖店舗8店舗を買収して道南に進出する[11]。
- 2003年（平成15年）7月26日 - 札幌市内としては初となる店舗、手稲富丘店を開店する[26]。
- 2006年（平成18年）2月23日 - 100円均一店としては初となる店舗、れたす四条店を開店する[19]。
- 2008年（平成20年）8月1日 - 旭川電気軌道が行ってきたスーパーマーケット事業を旭友ストアー（2代）として再分離する[4]。
- 2010年（平成22年）
  - 1月16日 - スーパーマーケット事業を清算し[21]、一部店舗運営をコープさっぽろに譲渡すると発表した[20][1]。
  - 5月16日 - 全店舗を閉店。

## 店舗
旭川地域を中心に、道央・道南の各エリアにて展開していた。

### コープさっぽろに継承した店舗

#### 旭川市
- アモール店（1983年(昭和58年)5月開店[27] - 2010年（平成22年）5月16日閉店）豊岡3条
  - 旭川電気軌道株式会社が所有する「アモールショッピングセンター」内にダイエー旭川店（1984年(昭和59年)1月2日開店[28]）と共に入居[29]。
  - その後、ダイエーが2005年（平成17年）9月30日に閉店[30]したが、旭友ストアーなどは引き続き営業[29]、2006年（平成18年）9月22日からダイエーの店舗跡に家具店や衣料品店が開店して「アモールショッピングセンター」全館での営業を再開した[31]。
  - 当社の事業撤退時点での旗艦店となっていた[32]。
  - コープさっぽろに譲渡されたのち、コープさっぽろも2019年（令和元年）10月31日をもって閉店、後継店舗として2020年（令和2年）3月27日にイオン北海道の「ザ・ビッグ」が開店した[33][注 1]。
- 旭町店（2010年（平成22年）3月14日閉店[35]）
  - コープさっぽろへ譲渡され「コープさっぽろ あさひ町店」となったのち、2011年10月20日をもって閉店。店舗跡は解体され、跡地にははま寿司旭川旭町店が開店した。
- 西店（2010年（平成22年）3月28日閉店[35]）
  - コープさっぽろへ譲渡され「コープさっぽろ 4条通り店」となったのち、2019年9月20日をもって閉店。店舗跡は解体され、跡地には2020年11月5日にツルハドラッグ旭川4条西店が開店した[36]。
- ツインハープ店（1997年（平成9年）11月開店[37] - 2010年（平成22年）3月21日閉店）、旭神町
  - テナント含め850坪、500台収容の駐車スペースを持つ同社最大級のSSM（スーパー・スーパーマーケット）であった[38]。
  - コープさっぽろへ譲渡され「コープさっぽろ ツインハープ店」として開店。

#### 室蘭地区
- 登別店（2000年（平成12年）6月開店[11] - 2010年（平成22年）3月14日閉店[39]）、登別市
  - 丸藤さいとう（店舗名プラザさいとう）を買収して開店[11]。
  - コープさっぽろへ譲渡され「コープさっぽろ のぼりべつ東店」となった。
- 萩野店（2000年（平成12年）5月開店[11][40] - 2010年（平成22年）3月28日閉店[41][39]）、白老町
  - 1976年（昭和51年）に開店した丸藤さいとう（店舗名プラザさいとう）を[24]買収して開店[11]。
  - コープさっぽろへ譲渡され、2010年（平成22年）5月14日に「コープさっぽろ萩野店」として開店[42]したのち、2011年（平成23年）10月20日をもって閉店[24]。
  - 売場面積約1,900m2[41]。

#### 函館地区
- 福島店（2000年（平成12年）4月29日開店[43] - 2010年（平成22年）3月14日閉店）、福島町
  - 丸藤さいとう（店舗名プラザさいとう）を買収して開店[11]。
  - 2005年（平成17年）6月28日に店舗内にサッポロドラッグストアー福島店が入居した[44]。
  - 2008年（平成20年）の売上高は約5.8億円[3]。
  - コープさっぽろへ譲渡され、2010年（平成22年）4月に「コープさっぽろ福島店」として開店[45]。
- 木古内店（2000年（平成12年）4月29日開店[43] - 2010年（平成22年）3月28日閉店）、木古内町
  - 丸藤さいとう（店舗名プラザさいとう）を買収して開店[11]。
  - 2008年（平成20年）の売上高は約5.9億円[3]。
  - コープさっぽろへ譲渡され、2010年（平成22年）5月に「コープさっぽろ木古内店」として開店[45]。

### 現社員が引き継ぐとされた店舗
- 銀座店（2010年（平成22年）3月28日閉店[35]）、旭川市
  - 売場面積約730m2[25]。
  - 旭友の元社員が設立したソノマ商事が2010年（平成22年）7月15日に「ベスパー銀座店」を開店したが[25]、経営不振のため2013年8月に閉店。同月にソノマ商事も自己破産した。
  - 現在、店舗内には美容院のみ入居している。
- ジュアマルシェ東光店（2008年（平成20年）12月4日開店[46] - 2010年（平成22年）3月21日閉店）、旭川市
  - 旭友の閉店後は、西條の系列店舗である「ファッションベストム東光店」[47]を経て「ベストムマート東光店」として営業したが、2015（平成27）年11月29日に閉店した。
  - 店舗跡は2017（平成29）年夏に解体された後、同年12月にダイゼンの「DZマート東光8条店」、2018（平成30）年1月25日に「サツドラ旭川東光8条店」がそれぞれ開店した。
- 愛宕店（2010年（平成22年）3月28日閉店）、旭川市
  - 建物の解体後、2011年（平成23年）7月にアークスグループの「ふじ」（現・道北アークス）が「ベストプライス豊岡中央店」を開店した[48]。

### 閉店した店舗

#### 旭川市
•緑ヶ丘店（詳細不明、旭川市緑ヶ丘3条3丁目1-13）  緑ヶ丘グリーンプラザ内
　　°　1970年頃に開店したと思われる。跡継テナントは100円ショップのキャンドゥとなったが、2023年9月30日に閉店した。現在も建物の外壁には旭友ストアーのロゴと文字が薄く残っている。
- れたす四条店（1968年（昭和43年）12月開店 - 2009年（平成21年）7月閉店）4条通18丁目
  - 開店当初は四条店。旭友ストアーの第一号店舗であった。2006年（平成18年）2月23日に100円均一店に業態転換した[19]。
  - 店舗跡は解体され、現在は讃岐うどんチェーンである丸亀製麺が出店している。
- 一条店（1973年（昭和48年）12月開店 - 2006年（平成18年）8月閉店）1条通25丁目
  - 建物の解体後は更地となり、駐車場を経た後、現在はセブン-イレブンが出店している。
- 南六条店（2000年（平成12年）10月開店 - 2008年（平成20年）9月閉店）南5条通24丁目[49]
  - 売場面積約1,931m2[49]。
  - 店舗跡には、アークスグループの「ふじ」が旧ベストプライス南六条店を移転して2010年（平成22年）4月に出店[49]。（「ベストプライス南6条通店」）
- れたす豊岡店（1986年（昭和61年）12月開店 - 2009年（平成21年）8月閉店）豊岡7条3丁目
  - 開店当初は豊岡店。2006年（平成18年）2月25日に100円均一店に業態転換した[19]。
  - 店舗跡は解体され、現在はローソンが出店している。
- 春光店（1970年（昭和45年）9月開店 - 2002年（平成14年）8月閉店）4区1条4丁目（現在は春光5条8丁目）
  - 現在はセブン-イレブンが入居しているが、春光店時代の建物は駐車場拡幅の為に改築され、セブン-イレブンは2015年（平成27年）夏頃?にリニューアルオープンした。
- 第2春光店（1972年（昭和47年）10月開店 - 1993年（平成5年）2月閉店）
- 永山七条店（1985年（昭和60年）6月開店 - 1993年（平成5年）2月閉店）永山7条3丁目
  - 現在はクリーニング店が入居している。
- 永山店（1985年（昭和60年）6月開店 - 2005年（平成17年）2月閉店）永山7条7丁目
  - 開店当初は永山南店。類似店舗名に永山7条店があった。現在はセブン-イレブンが入居している。
- 神楽店（1978年（昭和53年）10月開店 - 2009年（平成21年）10月25日閉店）神楽4条12丁目[50]
  - 店舗跡には、「スーパーセンタートライアル神楽店」が2009年（平成21年）11月下旬に出店した[50]。

#### 道央地区
- 手稲富丘店（2003年（平成15年）7月26日[26] - 2010年2月14日閉店）、札幌市
  - 店舗跡には「スーパーセンタートライアル富丘店」が2012年10月17日に開店したものの[51]、同区星置への移転のため2014年8月24日に閉店した[52]。その後、2017年6月17日に自動車店の「FLEX札幌西店」が開店した[53]。
- 千歳店（ - 2010年（平成22年）2月21日閉店）、千歳市
  - 店舗跡には、業務スーパーが2014年（平成26年）8月に出店した。
- 美唄店（2000年（平成12年）12月開店 - 2007年（平成19年）6月閉店）、美唄市
  - 店舗跡には2007年（平成19年）11月9日に衣料品店と100円均一店が開店した[54]。

#### 室蘭地区
- 鵡川店（2001年（平成13年）1月開店 - 2003年（平成15年）6月22日閉店[55]）、鵡川町
  - 丸藤さいとう（店舗名プラザさいとう）を買収して開店[11]。
  - 開店当初は土日のみの営業。2001年（平成13年）8月に通年営業となった。
  - 店舗跡には2011年（平成23年）5月にエコグリーン北海道（神戸物産系列）の食肉加工工場が入居した[56]。

#### 函館地区
- 函館エフロード店（2008年（平成20年）4月12日開店[57] - 同年12月31日閉店[58]）、函館市北美原[59]
  - 美原商業共同組合の大型共同店舗「エフロード」の組合員の2007年（平成19年）4月に全店舗が撤退した[60]跡に核店舗としてテナント出店した[57]。
  - 店舗跡には2010年（平成22年）8月25日に「スーパーセンタートライアル北美原店」が開店した[61]。
- 江差店（2000年(平成12年)6月開店[62] - 2010年（平成22年）2月21日閉店[63]）、江差町
  - 丸藤さいとう（店舗名プラザさいとう）を買収して開店[11]。
- 松前店（2000年（平成12年）6月開店[11] - 2002年（平成14年）[6]4月閉店）、松前町
  - 丸藤さいとう（店舗名プラザさいとう）を買収して開店[11]。

## 訴訟
2008年（平成20年）2月に「函館エフロード店」の開店準備工事の監督業務の担当者として採用した一級建築士の正社員に対して、8ヵ月で閉店・撤退に至ったのは「改修担当者が金をかけ過ぎたのが失敗の理由」として「業務指示に対する違反」や「組織統制を乱した」などを理由に解雇通知を行い、同年08年12月以降の給与や賞与支払いを行わなかった。
そのため、解雇通知をされた社員が弁護士を立てない本人訴訟の形で「労働契約上の権利を有すること」や「08年12月以降の給与や賞与支払い」などを求める訴訟を起し、2013年（平成25年）に最高裁判所で当社の全面的な敗訴が確定した。